# Metaprosekia nodilinearis
Metaprosekia nodilinearis là một loài chân đều trong họ Philosciidae. Loài này được Leistikow miêu tả khoa học năm 2000.